# 김복동 (1933년)
김복동(金復東, 1933년 3월 5일 ~ 2000년 4월 19일)은 대한민국의 정치인이다.

## 학력
- 1945년: 덕산초등학교 졸업
- 1951년: 경북중학교 졸업
- 1955년: 육군사관학교 11기 학사
- 1958년: 육군포병학교 졸업
- 1959년: 대한민국 육군고급부관학교 졸업
- 1962년: 육군보병학교 졸업
- 1965년: 대한민국 육군대학 졸업
- 1971년: 국방대학교 행정학 학사
- 1981년: 연세대학교 행정대학원 행정학 석사

## 생애
1933년, 경상북도 청송군 안덕면에서 아버지 김영한(金永漢)과 어머니 남양 홍씨 홍무경(洪戊庚) 사이의 3남 2녀 중 셋째 아들로 양반가에서 태어났다.
육군사관학교 11기로 입교한 후 국방대학에서 행정학 학사를 졸업한 후 연세대학교에서 행정학 석사를 취득하며 엘리트 코스를 밟았다.
1972년, 준장으로 장군으로 진급하였다.
1980년, 중장으로 장군으로 진급하였다. 이후 육군사관학교 교장을 역임하였다.
1982년, 공기업 대한광업진흥공사 사장에 임명되었다.
1990년, 명지대 초빙교수로 활동하였다.
1992년, 민자당 소속으로 국회의원에 당선되었다. 이후 대한민국 국회내각에 입각하였다.
1983년, 학교법인 한국광산학원 이사장으로 활동하였다.
1994년, 신정당의 합당으로 출범한 정당에 국회의원에 당선되었다. 이후 대한민국 국회내각에 재선하였다.
1995년, 자민련 수석부총재로 등극하였다.
2000년, 서울특별시 강남구 일원동 삼성서울병원에서 지병으로 별세하였다.

## 경력
- 1977년 ~ 1979년: 육군 제5보병사단장
- 1979년 ~ 1980년: 육군 제3야전군사령부 부사령관
- 1980년 ~ 1982년: 육군사관학교 교장
- 1982년 ~ 1988년: 대한광업진흥공사 사장
- 1983년 ~ 1988년: 학교법인 한국광산학원 이사장
- 1990년 ~ 1991년: 명지대학교 초빙교수
- 1992년 ~ 1993년: 민주자유당 당무위원

## 가족 관계
- 부계(父系)

|              |              |              |              |              |              |  |  |                  |                  |                  |                  | 김영한 (金永漢) 1900~1980 | 김영한 (金永漢) 1900~1980 | 김영한 (金永漢) 1900~1980 | 김영한 (金永漢) 1900~1980 | 김영한 (金永漢) 1900~1980 | 김영한 (金永漢) 1900~1980 |                           |                           | 홍무경 1908~1997          | 홍무경 1908~1997          | 홍무경 1908~1997      | 홍무경 1908~1997      | 홍무경 1908~1997      | 홍무경 1908~1997      |                       |                       |                       |                       |                       |                       |                           |                           |                           |                           |                           |                           |                       |                       |                       |                       |              |              |              |              |  |  |                           |                           |                           |                           |                           |                           |
|              |              |              |              |              |              |  |  |                  |                  |                  |                  | 김영한 (金永漢) 1900~1980 | 김영한 (金永漢) 1900~1980 | 김영한 (金永漢) 1900~1980 | 김영한 (金永漢) 1900~1980 | 김영한 (金永漢) 1900~1980 | 김영한 (金永漢) 1900~1980 |                           |                           | 홍무경 1908~1997          | 홍무경 1908~1997          | 홍무경 1908~1997      | 홍무경 1908~1997      | 홍무경 1908~1997      | 홍무경 1908~1997      |                       |                       |                       |                       |                       |                       |                           |                           |                           |                           |                           |                           |                       |                       |                       |                       |              |              |              |              |  |  |                           |                           |                           |                           |                           |                           |
|              |              |              |              |              |              |  |  |                  |                  |                  |                  |                           |                           |                           |                           |                           |                           |                           |                           |                           |                           |                       |                       |                       |                       |                       |                       |                       |                       |                       |                       |                           |                           |                           |                           |                           |                           |                       |                       |                       |                       |              |              |              |              |  |  |                           |                           |                           |                           |                           |                           |
|              |              |              |              |              |              |  |  |                  |                  |                  |                  |                           |                           |                           |                           |                           |                           |                           |                           |                           |                           |                       |                       |                       |                       |                       |                       |                       |                       |                       |                       |                           |                           |                           |                           |                           |                           |                       |                       |                       |                       |              |              |              |              |  |  |                           |                           |                           |                           |                           |                           |
| 김진동 1927~ | 김진동 1927~ | 김진동 1927~ | 김진동 1927~ | 김진동 1927~ | 김진동 1927~ |  |  | 김익동 1930~2022 | 김익동 1930~2022 | 김익동 1930~2022 | 김익동 1930~2022 | 김익동 1930~2022          | 김익동 1930~2022          |                           |                           | 김복동 (金復東) 1933~2000 | 김복동 (金復東) 1933~2000 | 김복동 (金復東) 1933~2000 | 김복동 (金復東) 1933~2000 | 김복동 (金復東) 1933~2000 | 김복동 (金復東) 1933~2000 |                       |                       | 김옥숙 (金玉淑) 1935~ | 김옥숙 (金玉淑) 1935~ | 김옥숙 (金玉淑) 1935~ | 김옥숙 (金玉淑) 1935~ | 김옥숙 (金玉淑) 1935~ | 김옥숙 (金玉淑) 1935~ |                       |                       | 노태우 (盧泰愚) 1932~2021 | 노태우 (盧泰愚) 1932~2021 | 노태우 (盧泰愚) 1932~2021 | 노태우 (盧泰愚) 1932~2021 | 노태우 (盧泰愚) 1932~2021 | 노태우 (盧泰愚) 1932~2021 |                       |                       | 김정숙 1937~          | 김정숙 1937~          | 김정숙 1937~ | 김정숙 1937~ | 김정숙 1937~ | 김정숙 1937~ |  |  | 금진호 (琴震鎬) 1932~2024 | 금진호 (琴震鎬) 1932~2024 | 금진호 (琴震鎬) 1932~2024 | 금진호 (琴震鎬) 1932~2024 | 금진호 (琴震鎬) 1932~2024 | 금진호 (琴震鎬) 1932~2024 |
| 김진동 1927~ | 김진동 1927~ | 김진동 1927~ | 김진동 1927~ | 김진동 1927~ | 김진동 1927~ |  |  | 김익동 1930~2022 | 김익동 1930~2022 | 김익동 1930~2022 | 김익동 1930~2022 | 김익동 1930~2022          | 김익동 1930~2022          |                           |                           | 김복동 (金復東) 1933~2000 | 김복동 (金復東) 1933~2000 | 김복동 (金復東) 1933~2000 | 김복동 (金復東) 1933~2000 | 김복동 (金復東) 1933~2000 | 김복동 (金復東) 1933~2000 |                       |                       | 김옥숙 (金玉淑) 1935~ | 김옥숙 (金玉淑) 1935~ | 김옥숙 (金玉淑) 1935~ | 김옥숙 (金玉淑) 1935~ | 김옥숙 (金玉淑) 1935~ | 김옥숙 (金玉淑) 1935~ |                       |                       | 노태우 (盧泰愚) 1932~2021 | 노태우 (盧泰愚) 1932~2021 | 노태우 (盧泰愚) 1932~2021 | 노태우 (盧泰愚) 1932~2021 | 노태우 (盧泰愚) 1932~2021 | 노태우 (盧泰愚) 1932~2021 |                       |                       | 김정숙 1937~          | 김정숙 1937~          | 김정숙 1937~ | 김정숙 1937~ | 김정숙 1937~ | 김정숙 1937~ |  |  | 금진호 (琴震鎬) 1932~2024 | 금진호 (琴震鎬) 1932~2024 | 금진호 (琴震鎬) 1932~2024 | 금진호 (琴震鎬) 1932~2024 | 금진호 (琴震鎬) 1932~2024 | 금진호 (琴震鎬) 1932~2024 |
|              |              |              |              |              |              |  |  |                  |                  |                  |                  |                           |                           |                           |                           |                           |                           |                           |                           |                           |                           |                       |                       |                       |                       |                       |                       |                       |                       |                       |                       |                           |                           |                           |                           |                           |                           |                       |                       |                       |                       |              |              |              |              |  |  |                           |                           |                           |                           |                           |                           |
|              |              |              |              |              |              |  |  |                  |                  |                  |                  |                           |                           |                           |                           |                           |                           |                           |                           |                           |                           |                       |                       |                       |                       |                       |                       |                       |                       |                       |                       |                           |                           |                           |                           |                           |                           |                       |                       |                       |                       |              |              |              |              |  |  |                           |                           |                           |                           |                           |                           |
|              |              |              |              |              |              |  |  |                  |                  |                  |                  |                           |                           |                           |                           |                           |                           |                           |                           | 노소영 (盧素英) 1961~     | 노소영 (盧素英) 1961~     | 노소영 (盧素英) 1961~ | 노소영 (盧素英) 1961~ | 노소영 (盧素英) 1961~ | 노소영 (盧素英) 1961~ |                       |                       | 최태원 (崔泰源) 1960~ | 최태원 (崔泰源) 1960~ | 최태원 (崔泰源) 1960~ | 최태원 (崔泰源) 1960~ | 최태원 (崔泰源) 1960~     | 최태원 (崔泰源) 1960~     |                           |                           | 노재헌 (盧載憲) 1965~     | 노재헌 (盧載憲) 1965~     | 노재헌 (盧載憲) 1965~ | 노재헌 (盧載憲) 1965~ | 노재헌 (盧載憲) 1965~ | 노재헌 (盧載憲) 1965~ |              |              |              |              |  |  |                           |                           |                           |                           |                           |                           |
|              |              |              |              |              |              |  |  |                  |                  |                  |                  |                           |                           |                           |                           |                           |                           |                           |                           | 노소영 (盧素英) 1961~     | 노소영 (盧素英) 1961~     | 노소영 (盧素英) 1961~ | 노소영 (盧素英) 1961~ | 노소영 (盧素英) 1961~ | 노소영 (盧素英) 1961~ |                       |                       | 최태원 (崔泰源) 1960~ | 최태원 (崔泰源) 1960~ | 최태원 (崔泰源) 1960~ | 최태원 (崔泰源) 1960~ | 최태원 (崔泰源) 1960~     | 최태원 (崔泰源) 1960~     |                           |                           | 노재헌 (盧載憲) 1965~     | 노재헌 (盧載憲) 1965~     | 노재헌 (盧載憲) 1965~ | 노재헌 (盧載憲) 1965~ | 노재헌 (盧載憲) 1965~ | 노재헌 (盧載憲) 1965~ |              |              |              |              |  |  |                           |                           |                           |                           |                           |                           |

## 서훈 내역
- 대한민국 정부 사등보국훈장
- 대한민국 정부 충무무공훈장
- 중화민국 정부 영예훈장
- 미국 정부 동성무공훈장
- 스웨덴 왕실 세라핌훈장
- 미국 정부 월남일등훈장
- 미국 정부 월남일등금성명예훈장

## 역대 선거 결과
|  | 59.28% |

|  | 37.59% |

## 대중 매체
- 임현식《코리아게이트》1995년 - SBS 드라마
- 이동주《제4공화국》1996년 - MBC 드라마